# Otto Meyer (Regisseur)
Otto Meyer (* 1. April 1910; † 16. Juni 2000 in Tinnum, Sylt) war ein deutscher Filmregisseur.
Otto Meyer wurde ab Ende der 1940er Jahre zunächst als Regieassistent tätig. In den 1950er Jahren wurde er dann selbst als Regisseur aktiv. Zu seinen Arbeiten gehören Heimatfilme und Serien wie Alle meine Tiere und Unser Pauker. Bis in die 1980er Jahre hatte er bei 28 Produktionen die Regie.

## Filmografie (Auswahl)
- 1952: Schatten über den Inseln (+ Drehbuch)
- 1954: Der Froschkönig
- 1956: Dort oben, wo die Alpen glühen
- 1957: Aufruhr im Schlaraffenland
- 1957: Der Wilderer vom Silberwald
- 1958: Einmal noch die Heimat seh’n
- 1959: Einmal im Jahr ist Urlaub
- 1960: Die Insel der Amazonen
- 1962–1963: Alle meine Tiere (Fernsehserie, 9 Folgen)
- 1963–1964: Sie schreiben mit (Fernsehserie, 2 Folgen)
- 1963–1971: Blick zurück im Film (Fernsehserie, 31 Folgen)
- 1965–1966: Unser Pauker (Fernsehserie, 10 Folgen)
- 1967: Das Kriminalmuseum – Die Telefonnummer
- 1968: Sein Traum vom Grand Prix (Fernsehserie, 6 Folgen)
- 1969: Der Schelm von Istanbul
- 1969: Finke & Co (Fernsehserie, 13 Folgen)
- 1971: Tanz-Café (Fernsehserie, 12 Folgen)
- 1972: Am falschen Platz
- 1972: Sprungbrett (Fernsehserie, 5 Folgen)
- 1973: Das schöne Lied
- 1975: Das Jahr im Lied
- 1978: Lieder aus der Küche